# Godfrey Lowell Cabot
Godfrey Lowell Cabot (Boston, 26 febbraio 1861 – Boston, 2 novembre 1962) è stato un imprenditore e filantropo statunitense, fondatore della Cabot Corporation, pioniere dell'aviazione e pilota della Marina degli Stati Uniti durante la prima guerra mondiale. Fondò anche l'Aero Club del New England.
Morì nel 1962 a Boston all'età di 101 anni.

## Biografia
Cabot nacque a Boston, dell'importante chirurgo Samuel Cabot III e di Hannah Lowell Jackson Cabot.  Aveva sette fratelli: tra questi Lilla Cabot (nata nel 1848), tra i primi artisti impressionisti americani, Samuel Cabot IV (nato nel 1850), chimico e fondatore di Cabot Stains, e Arthur Tracy Cabot (nato nel 1852), un chirurgo progressista.

### La Cabot Corporation
Cabot frequentò il Massachusetts Institute of Technology per un anno, prima di laurearsi all'Harvard College in chimica nel 1882. Nello stesso anno fondò la Cabot Corporation, che diventò nel giro di pochi anni uno dei colossi dell'energia (carbone, gas, petrolio) e del settore minerario statunitense dell'epoca.
Comprendeva impianti di nerofumo e decine di migliaia di acri di terra ricchi di gas, petrolio e altri minerali; 1.600 km di conduttura; sette società con attività in tutto il mondo; tre impianti per la conversione del gas naturale in benzina e una serie di laboratori di ricerca.

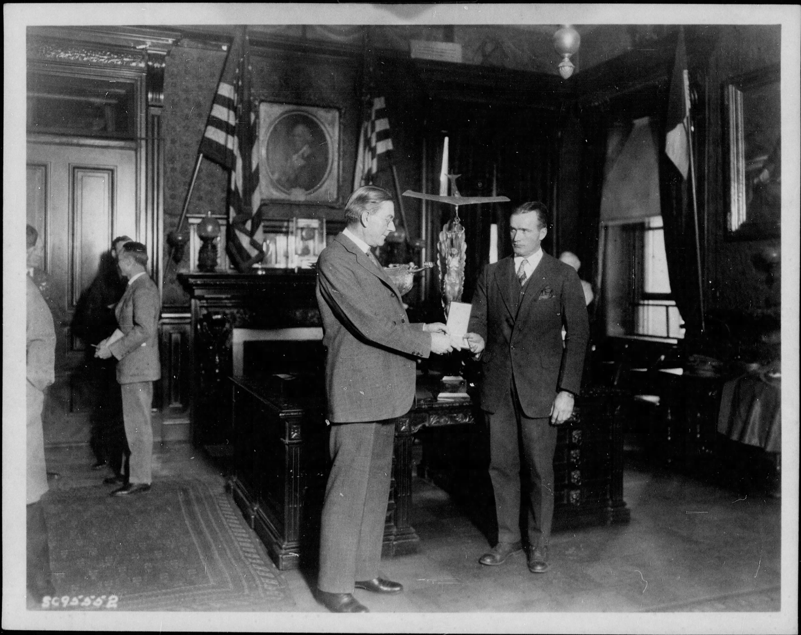
Godfrey Lowell Cabot (al centro) ritratto con il Segretario alla Marina britannico (1926)

Nel 1890, la Cabot Corporation era diventata il quarto produttore americano di nerofumo, utilizzato in prodotti come inchiostri, lucidi da scarpe e vernici. Ma con il successivo avvento e la popolarità delle automobili, il nerofumo divenne molto più richiesto poiché erano necessarie sei libbre nella produzione di un singolo pneumatico e i redditi di Cabot aumentarono vertiginosamente.

### Filantropia
Fu anche un noto filantropo: finanziò generosamente i progetti di ricerca del Massachusetts Institute of Technology nell'ambito della fotochimica e dell'energia termica; fondò il Premio Godfrey Lowell Cabot per l'innovazione nel campo dell'aviazione, la Fondazione Maria Moors Cabot per la Ricerca Botanica ad Harvard e il Premio Maria Moors Cabot per il giornalismo, presso la Columbia University Graduate School of Journalism (queste ultime due dedicate alla moglie Maria B. Moors, deceduta negli anni trenta).
Nel 1973, la Godfrey Lowell Cabot Science Library di Harvard è stata intitolata in suo onore.
Cabot era associato al Calvin Coolidge dai tempi di Boston. C'è anche una registrazione audio di una discussione tra Cabot e Dwight D. Eisenhower sull'influenza dell'opinione pubblica sulla politica del governo, sul comunismo, sull'Unione Sovietica, sull'aviazione e sui razzi V-2 nel 1950, conservata dal Miller Center of Public Affairs.

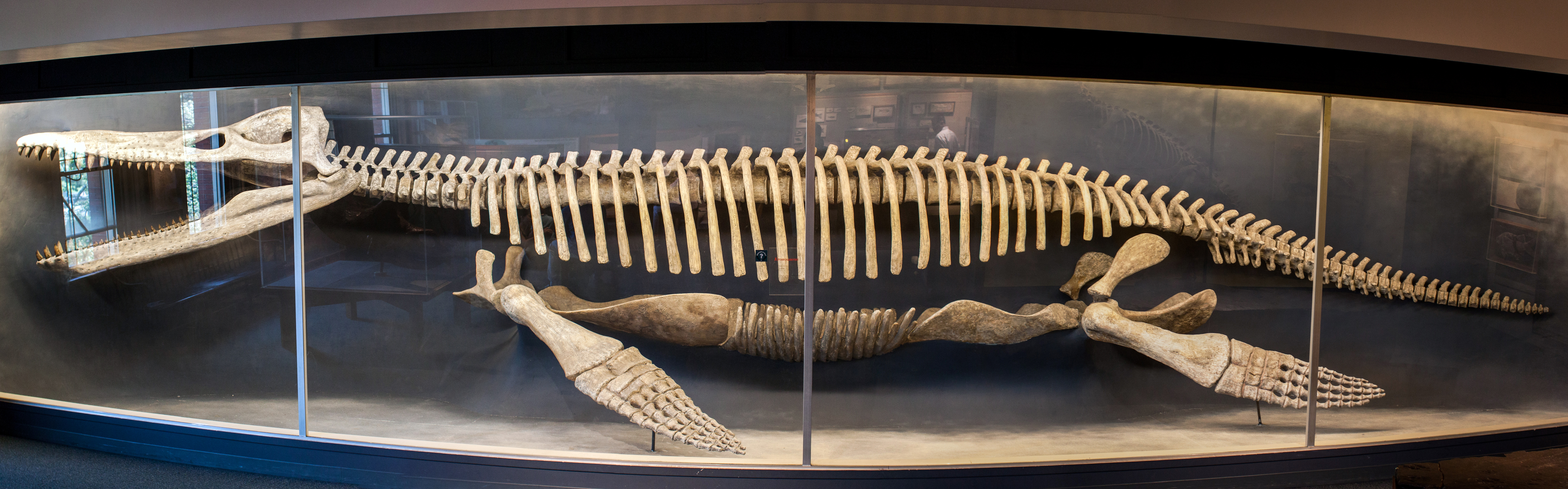
K. queenslandicus all'Università di Harvard che potrebbe essere stato ricostruito con troppe vertebre

Mentre era novantenne, Cabot sponsorizzò il restauro dello scheletro completo di Kronosaurus dell'Harvard Museum of Comparative Zoology (MCZ). Essendo stato interessato ai serpenti marini fin dall'infanzia e quindi interrogando spesso il direttore della MCZ Alfred Romer sull'esistenza dei serpenti marini, venne a sapere dallo stesso Romer dell'esistenza dello scheletro di Kronosaurus non scavato nell'armadio del museo. Godfrey Cabot chiese quindi quanto sarebbe costato un restauro e "Romer, tirando fuori una figura dall'aria ammuffita, rispose: 'Oh, circa 10.000 dollari'". Poco dopo arrivò a Romer l'assegno con quella cifra.

### Watch and Ward Society
Cabot dedicò anche le sue risorse alla controversa organizzazione attivista nota come New England Society for the Suppression of Vice di Boston. Prima del coinvolgimento di Cabot, la società aveva lasciato il segno aiutando a istigare accuse di oscenità contro Foglie d'erba di Walt Whitman. Sotto la direzione di Cabot, l'organizzazione, rinominata Watch and Ward Society, utilizzò pressioni economiche, sociali e legali e persino tecniche di molestie per bloccare la vendita e la distribuzione di libri che disapprovavano per motivi morali. Tra gli scrittori a cui si opponevano c'erano Conrad Aiken, Sherwood Anderson, John Dos Passos, Theodore Dreiser, William Faulkner, Ernest Hemingway, Aldous Huxley, James Joyce, Sinclair Lewis, Bertrand Russell, Upton Sinclair e H. G. Wells.
Mentre era presidente, intercettò l'ufficio del procuratore distrettuale Joseph C. Pelletier. Cabot giustificò il dispositivo di registrazione dicendo che aveva bisogno di prove incriminanti per rimuovere Pelletier dall'incarico. Aveva anche assunto un investigatore privato per tenere sotto sorveglianza il procuratore distrettuale per due anni. La Corte Suprema del Massachusetts ritenne Pelletier colpevole di 10 delle 21 accuse contro di lui e lo rimosse dall'incarico.

## Vita privata
Il 23 giugno 1890, Cabot sposò Maria B. Moors. Ebbero cinque figli: James Jackson Cabot (n. 1891); Thomas Dudley Cabot (1897-1995), uomo d'affari e filantropo; John Moors Cabot (1901-1981), ambasciatore degli Stati Uniti in Svezia, Colombia, Brasile e Polonia durante l'amministrazione Eisenhower e Kennedy; Eleanor Cabot della tenuta Eleanor Cabot Bradley; William Putnam Cabot.